# Компачер, Арно
А́рно Компа́чер (нем. Arno Kompatscher; род. 19 марта 1971, Фие-алло-Шилиар, провинция Больцано, Италия) — итальянский государственный деятель и политик, член Южнотирольской народной партии.
Президент автономной провинции Больцано с 2014 года. Президент автономной области Трентино-Альто-Адидже с 2016 по 2021 год и с 2024 года. Имеет высшие юридическое и экономическое образования. Женат. Является отцом семерых детей.

## Биография
Родился в коммуне Фие-алло-Шилиар 19 марта 1971 года. Он был пятым ребёнком, самым младшим, в семье кузнеца Вальтера Компачера, с 1969 по 1980 год служившего мэром коммуны, и акушерки Элизабет Компачер, урождённой Ротт. В 1990 году окончил среднюю школу с углублённым изучением немецкого языка в Больцано и поступил на военную службу, которую проходил в рядах Альпийских стрелков с 1990 по 1991 год.
С 1991 по 1997 год обучался на курсе «Интегрированная дипломная программа в области права» — совместном проекте Инсбрукского и Падуанского университетов, который окончил, защитив дипломную работу на итальянском языке на тему «Ответственность за материальные дефекты». Во время обучения подрабатывал жестянщиком и кузнецом в мастерской отца.
В 1997—1998 годах преподавал право и экономику в коммерческой средней школе имени Генриха Кунтера и средней школе имени Вальтера фон дер Фогельвейде в Больцано. С 1998 по 2004 год работал начальником юридического и договорного отдела в муниципалитете коммуны Кастельротто. В 2004—2013 годах был председателем совета директоров и генеральным директором компании «Кабиновия Сьюзи — Альпе ди Сьюзи с.п.а.» (итал. Cabinovia Siusi - Alpe di Siusi s.p.a.).
В 1995 году сочетался браком с Надей Альбрехт. Является отцом семерых детей — четырёх дочерей и трёх сыновей: Анны, Яна, Нины, Яро, Розы, Миллы и Маттиса. С детских лет увлекается футболом и хоккеем. Играет на трубе. Соучредитель и организатор Международного музыкального фестиваля Шлерн.

### Политическая карьера
В начале 2000-х годов вступил в Южнотирольскую народную партию. С 2000 по 2005 год служил заместителем мэра коммуны Фие-алло-Шилиар и был членом совета коммунального сообщества Сальто-Шилиар. В 2005 году он был избран мэром коммуны Фие-алло-Шилиар, и переизбран на эту должность в 2010 году. Одновременно с обязанностями мэра коммуны, с 2011 года занимал место президента Ассоциации коммун Южного Тироля и председателя Совета коммун Южного Тироля. В 2012 году был назначен главой комитета коммунальной политики Южнотирольской народной партии.
В 2013 году победил на партийных выборах, набрав 82,8 % голосов против 17,16 % своего конкурента, бывшего председателя Южнотирольской народной партии Эльмар Пихлера; возглавлявший в то время партию Рихард Тейнер отказался от участия в выборах из-за разногласий с однопартийцами по поводу организации избирательной кампании.
На региональных выборах в 2013 году баллотировался в качестве лидера списка Южнотирольской народной партии, набравшей больше всего голосов. Вошёл в парламент Автономной провинции Больцано и совет Автономной области Трентино-Альто-Адидже. 9 января 2014 года занял должность президента Автономной провинции Больцано. В I кабинете Компачера курировал департаменты по бизнесу, финансам, инновациям и внешним связям. 15 июня 2016 года, в соответствии с графиком, сменил коллегу Уго Росси, президента Автономной провинции Трентино, на должности президента Автономной области Трентино-Альто-Адидже. До этого занимал должность вице-президента в областном правительстве.
На региональных выборах 2018 года его партия снова набрала больше всех голосов. 17 января 2019 года был переизбран парламентом на следующий срок. 19 депутатов проголосовали за его кандидатуру, 16 — против. 25 января 2019 года возглавил II кабинет Компачера, в котором курирует департаменты по внешним связям, европейским связям, коммунам, финансам, человеческим ресурсам, информационным технология, университетам, научным исследованиям и инновациям, музеям и спорту. 27 февраля 2019 года он снова был утвержден в должности президента Автономной области Трентино-Альто-Адидже.
7 июля 2021 года голосованием депутатов регионального совета президентом Трентино-Альто-Адидже избран Маурицио Фугатти.
13 марта 2024 года Компачер вновь избран председателем региональной администрации, получив во втором туре 36 голосов депутатов регионального совета из 67.